# 4681 Ermak
A 4681 Ermak (ideiglenes jelöléssel 1969 TC2) a Naprendszer kisbolygóövében található aszteroida. Ljudmila Ivanovna Csernih fedezte fel 1969. október 8-án.